# Reimmichl

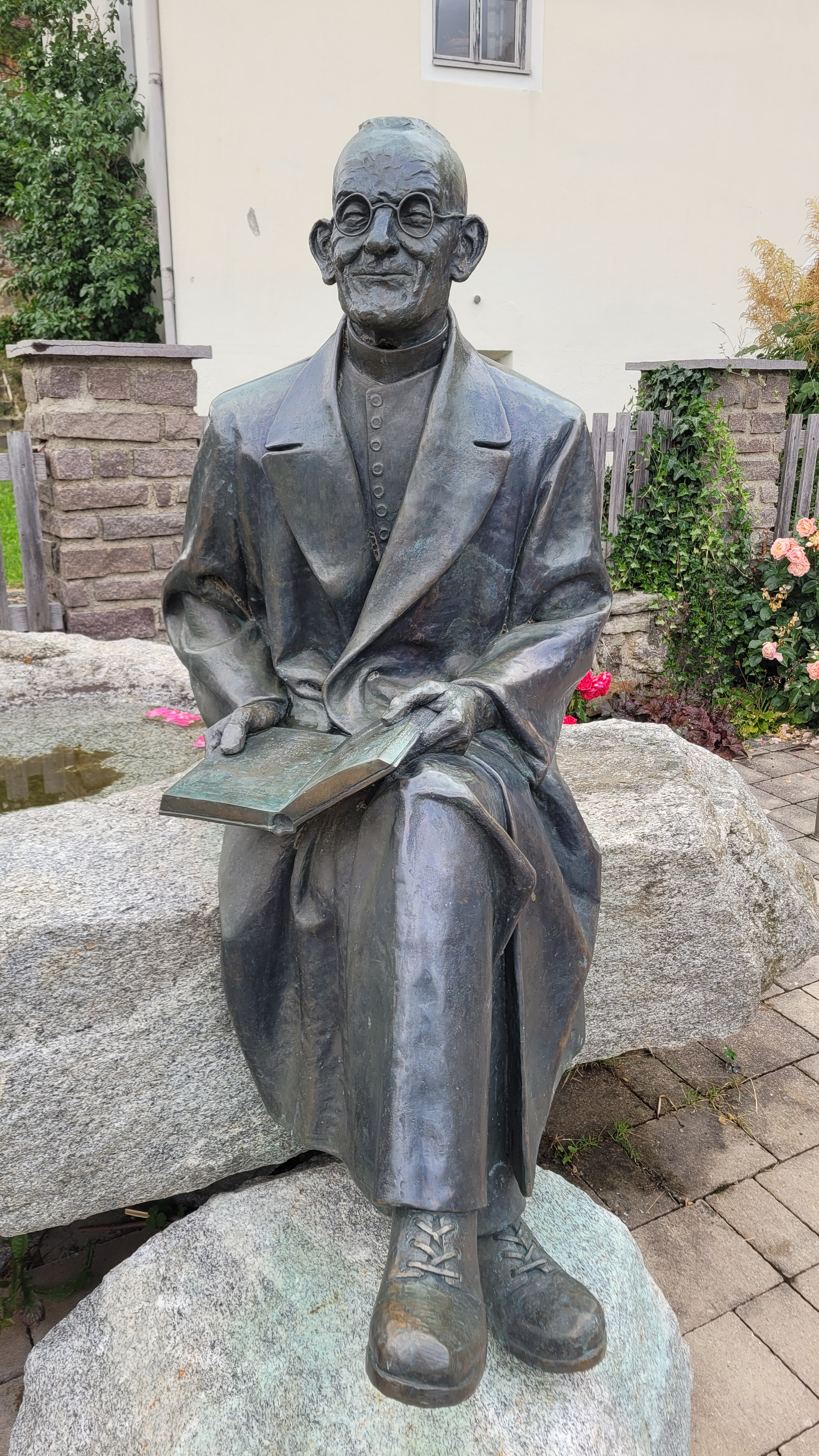
Reimmichlstatue vor der Kirche in St. Veit i. D.

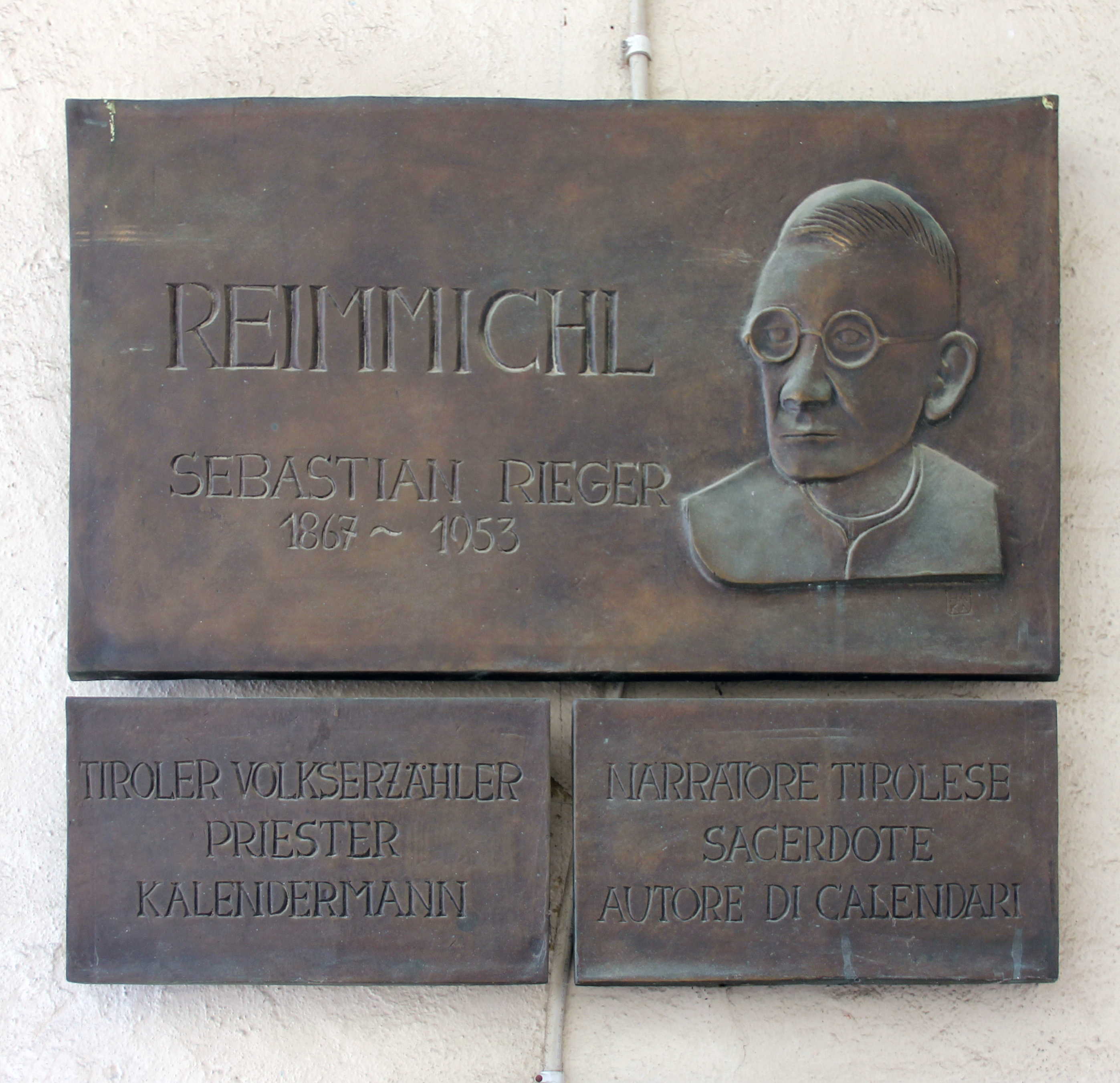
Gedenktafel am Durchgang zum Pfarrplatz in Brixen

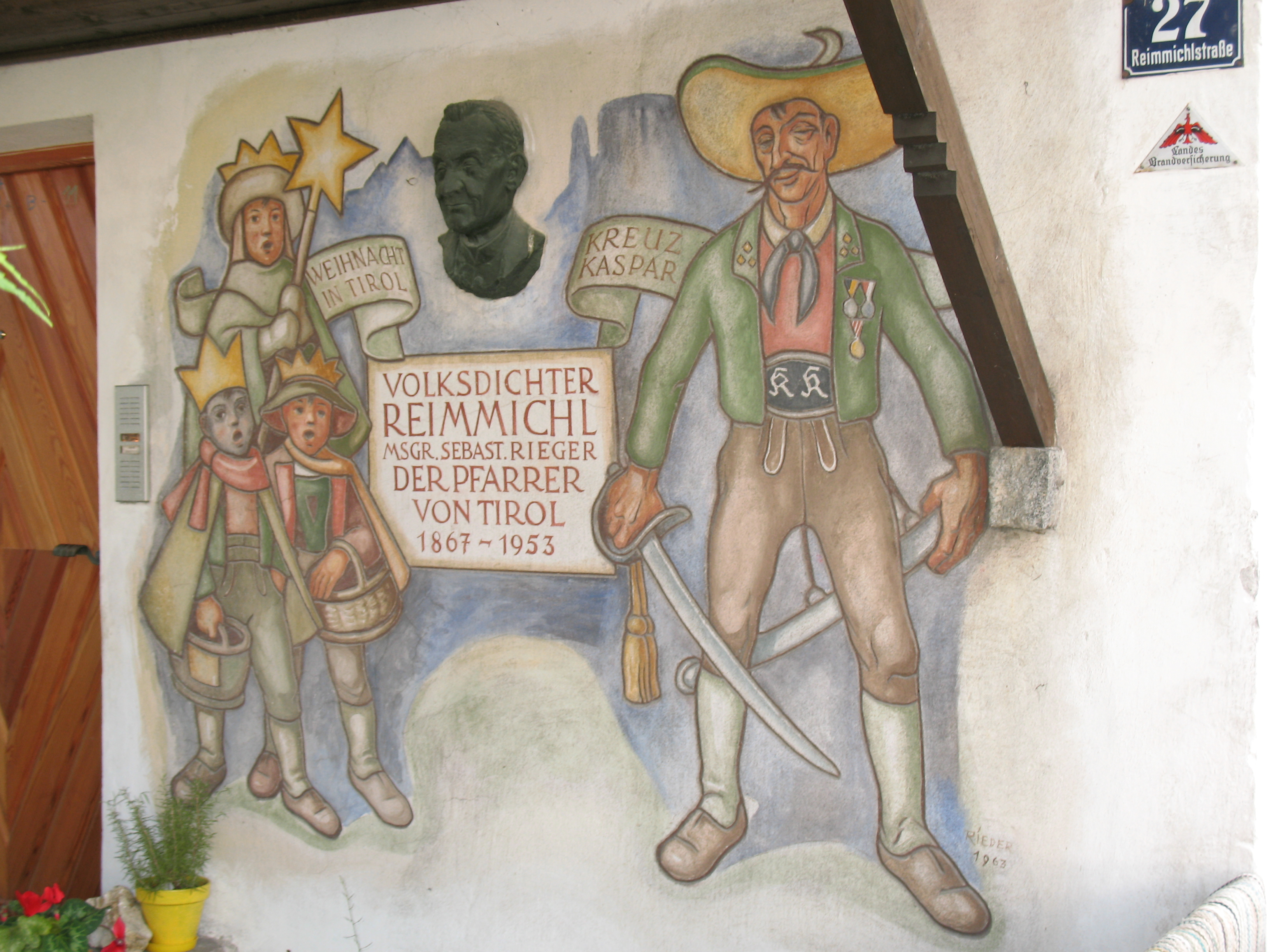
Wandbild zum Gedenken an Sebastian Rieger am ehemaligen Pfarrhof von Heiligkreuz

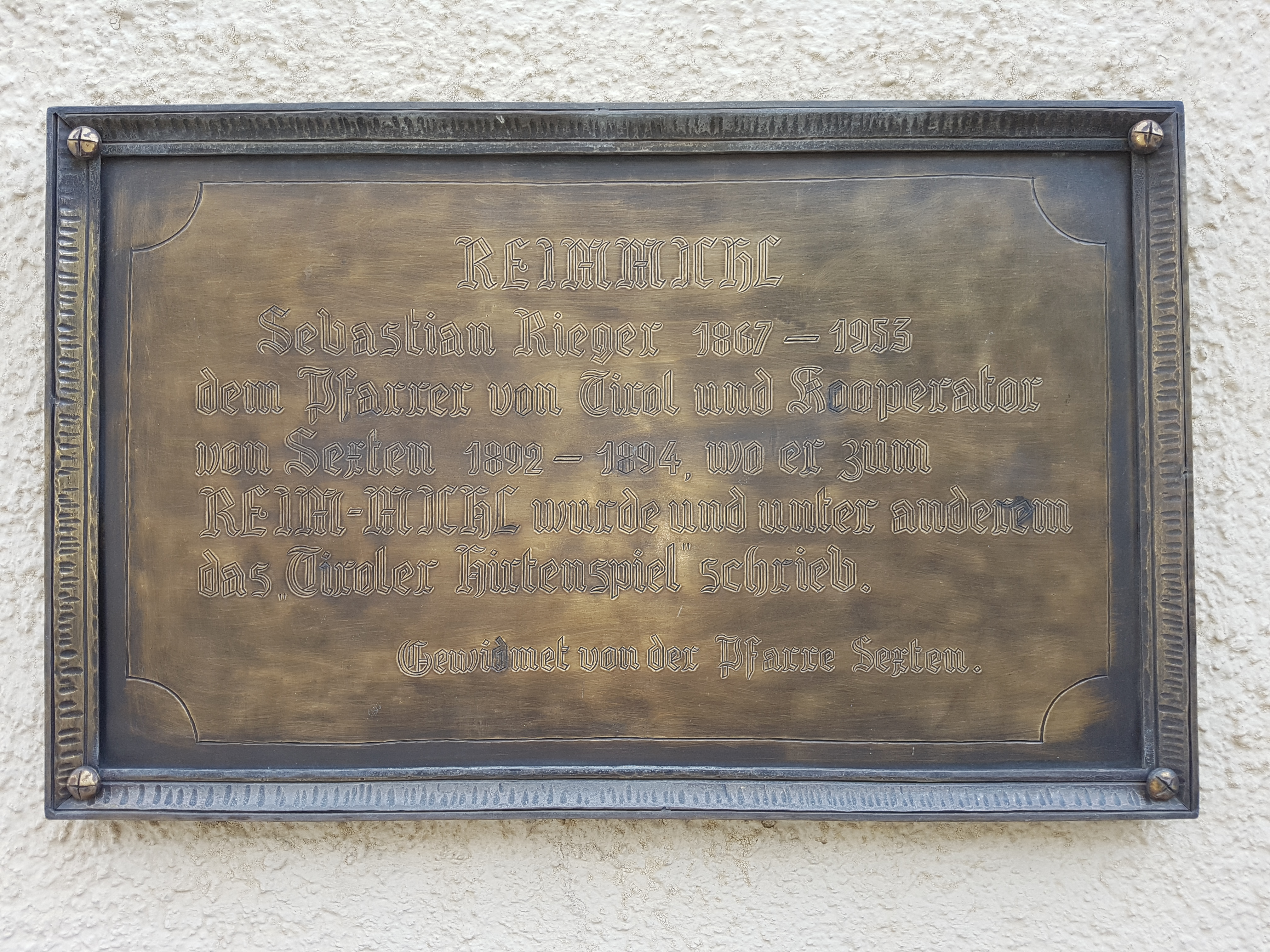
Reimmichl-Gedenktafel in Sexten (Südtirol)

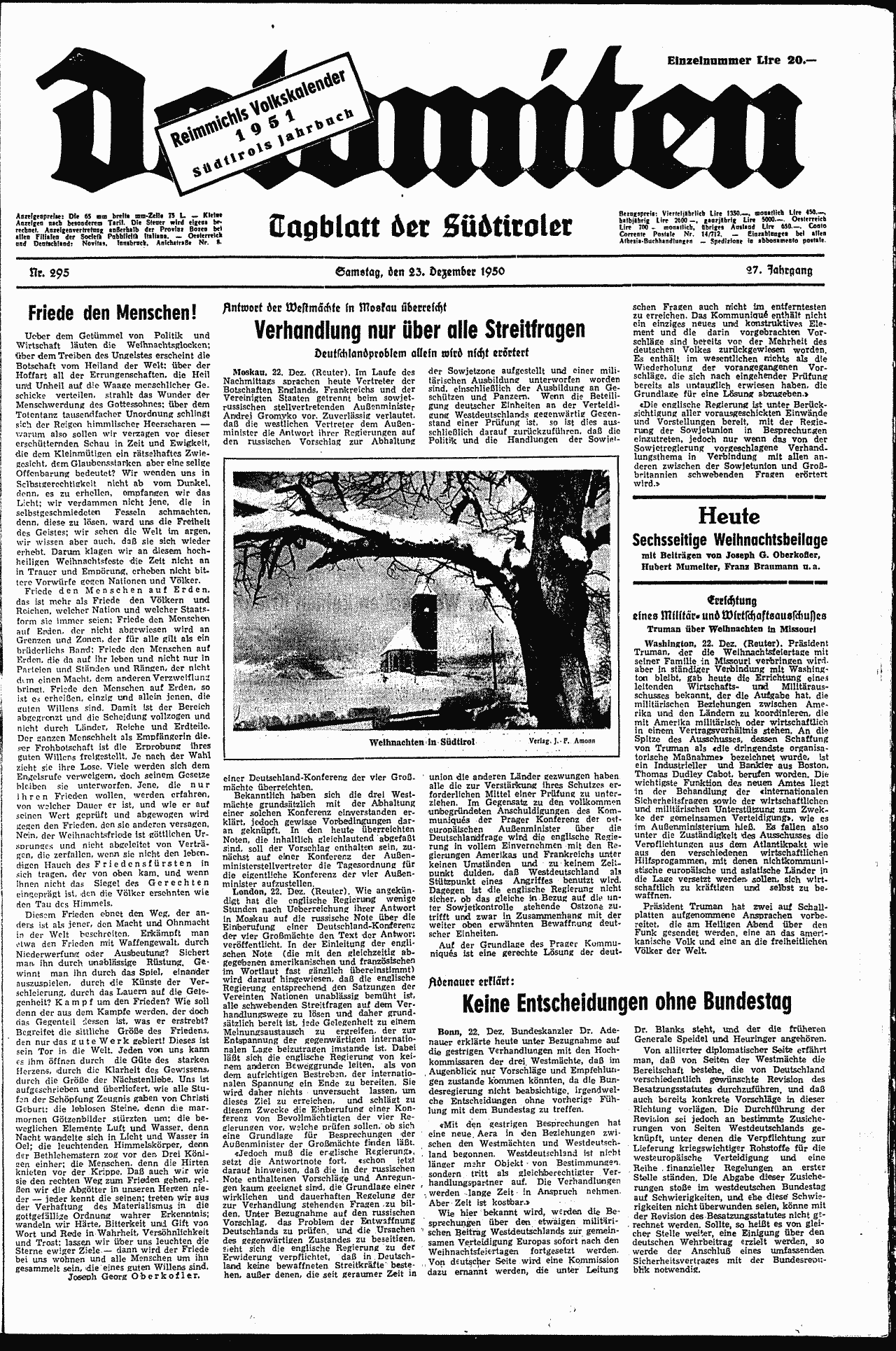
Die Dolomiten-Ausgabe vom 23. Dezember 1950 mit Werbung für Reimmichls Volkskalender von 1951 als „Südtirols Jahrbuch“

Reimmichl (eigentlich Sebastian Rieger; * 28. Mai 1867 in St. Veit in Defereggen; † 2. Dezember 1953 in Heiligkreuz (Gemeinde Hall in Tirol)) war ein römisch-katholischer Priester und Dichter.

## Leben
Seine Eltern waren der Firmenleiter Johann Rieger und dessen Frau Maria, geb. Brugger. Nach dem Gymnasium in Brixen (Südtirol) besuchte er das Priesterseminar und wurde 1891 zum Priester geweiht. Danach war er als Seelsorger in Stilfes bei Sterzing, Sexten, Dölsach in Osttirol und Sand in Taufers tätig; 1898 erhielt er die Expositur in Gries am Brenner. Als Volksdichter veröffentlichte er erste Geschichten und Erzählungen im Tiroler Volksboten. Dort arbeitete er ab 1897 als Redakteur. Aus dieser Zeit stammt sein Pseudonym Reimmichl in Anlehnung an ein damals in Sexten lebendes Original, den Michl, einen Schuster, der sich als Geschichtenerzähler hervortat.
Von 1914 an wirkte er bis zu seinem Tod als Kaplan an der Heiligkreuzkirche in dem 1938 nach Hall in Tirol eingemeindeten Ort Heiligkreuz. Reimmichl starb 1953 mit 86 Jahren. Er wurde auf dem Friedhof von Heiligkreuz beigesetzt.

## Der Dichter
Seit 1920 erscheint Reimmichls Volkskalender (bis 1924 unter den Namen Tiroler Kalender), jeweils in einer Nord- und Osttiroler Ausgabe (beim Verlag Tyrolia) und einer Südtiroler Ausgabe (bei Athesia). Daneben gibt es von ihm ca. 70 Buchtitel (Romane, Erzählungen, Geschichtensammlungen). Seine literarischen Produkte hatten sowohl Unterhaltungs- als auch sittlich-religiösen Bildungswert, förderten das Tiroler Heimatbewusstsein, bemühten aber auch konservative Zivilisationskritik. Sie wurden in Tirol schnell bekannt und von zahlreichen Lesern mit Begeisterung aufgenommen; heute noch verkauft sich der Volkskalender gut.
Reimmichl hat den Text zum bekannten Tirolerlied Tirol isch lei oans (Tirol ist einzigartig) geschrieben.
Die Rechte der einfachen Leute waren ihm ein Anliegen, das auch in seinem Mitwirken bei der Gründung des Tiroler Bauernbundes Ausdruck fand.
In Riegers Texten trat öfters ein vehementer Antisemitismus zu Tage, der bei zahlreichen posthumen Ehrungen unterschlagen wurde.

## Würdigung
1937 erhielt Rieger das Ritterkreuzes I. Klasse des österreichischen Verdienstordens.
Im Jahr 1972 wurde in Wien-Simmering (11. Bezirk) die Reimmichlgasse nach ihm benannt. Auch in Hall in Tirol, Innsbruck, Lienz/Osttirol, Rabland/Südtirol und Reutte wurden Straßen nach Reimmichl benannt. Anlässlich seines 125. Geburtstages legte die Österreichische Post eine Sonderbriefmarke auf.